# Праздник песни и танца (Латвия)
Вселатвийский праздник песни и танца (латыш. Vispārējie latviešu Dziesmu un Deju svētki) — традиционное культурное мероприятие в Латвии, фестиваль народных хоров, коллективов народного танца, оркестров и этнографических групп.
Праздник проводится по закону каждые пять лет в Риге, всего с 1873 года праздник проводился 27 раз. Последний раз проводился в 2023 году. В каждом фестивале участвует около 40 000 человек — хоры, танцевальные коллективы, духовые оркестры, фольклорные группы, этнографические ансамбли из Латвии и других стран.
В рамках мероприятия также определяются лучшие исполнители, награждаются лауреаты фестиваля.
Праздник песни включён в Культурный канон Латвии.
В Литве и Эстонии проводятся аналогичные праздники — лит. Dainų šventė и эст. Laulupidu.

## История
В начале XIX века в Остзейском крае по немецкому образцу стали формироваться музыкальные общества и песенные коллективы балтийских немцев. В 1836 году с подачи рижского бургомистра Фридриха Вильгельма Тимма прошел Первый большой музыкальный праздник Даугавы Немецкого общества («Sing Fest»), предтеча Праздников песни. Объединение немецкой интеллигенции Риги на культурной ниве было понятно: в первой половине XIX века немцы были в городе превалирующим большинством — около 43,5 %, число русских составляло около 20 %, латышей — в пределах 20 %, поляков — около 9 %.
В 1857 году в Ревеле и 1861 году в Риге прошли масштабные фестивали немецко-балтийских хоров. В 1864 году священник и литератор Юрис Нейкенс, следуя примеру остзейских немцев, организовал фестиваль мужских латышских хоров в Дикли, в котором приняли участие 6 хоров и 120 певцов. После отмены крепостного права в Лифляндии и Курляндии в народных школах этой волости начали обучать детей хоровому пению, а благодаря обработкам первых латышских композиторов народные песни, исполнявшиеся в сельских обществах, стали попадать в репертуар хоров.
За праздником в Дикли последовали другие подобные мероприятия, в том числе Курземский праздник песни в Добеле, в котором приняли участие 400 человек.
Летом 1873 года Рижское латышское общество организовало I Вселатвийский праздник пения (латыш. I Vispārīgie latviešu Dziedāšanas svētki). В нём участвовали 1003 певца и 30 оркестрантов.
За ним последовали II, III, IV (в Елгаве) и V Праздник.

### XX век
Во время Первой и Второй мировых войн фестиваль не проводился. В независимой Латвии прошли VI, VII, VIII и IX Праздники. После присоединения Латвии к СССР организация Праздников продолжалась. С 1948 по 1985 год прошли десять фестивалей (X—XIX).
Первые два Праздника песни Советской Латвии (1948 и 1950 годов), проходили в центре Риги, на месте современного парка Эспланада. Многотысячный хор располагался на временной эстраде, специально построенной для этого события. В танцевальной части Праздников песни и танца с каждым годом росло количество участников: если в 1948 году выступили 85 коллективов (1364 человека), то спустя два года 509 коллективов (6,5 тысяч человек). Уровень мастерства коллективов также повышался, специалистов для руководства танцевальными коллективами стал готовить Рижский техникум работников культуры и образования, выпускавший ежегодно 8-10 специалистов. Вскоре был создан профессиональный коллектив народного танца, государственный ансамбль танца Латвийской ССР «Дайле» под руководством профессионального балетмейстера Улдиса Жагаты.
В 1955 году под руководством архитекторов В. В. Шнитникова и Г. П. Ирбите была построена Большая эстрада Рижского парка культуры и отдыха «Межапарк», предназначавшаяся для проведения Праздников песни, вмещавшая в амфитеатре 10 тысяч певцов и 30 тысяч зрителей.
В советский период праздники имели другую нумерацию, часто посвящались коммунистическим праздникам, например, столетию со дня рождения В. И. Ленина в 1970 году и 60-летию Октябрьской революции в 1977 году. С 1960 года параллельно основному фестивалю проводился также Школьный и юношеский праздник песни и танца.
Начиная с 1950 года праздники латышской песни и танца проводились также в центрах эмиграции латышей — США, Канаде, Австралии, Германии и других странах. Эти праздники проводятся и в наше время, являясь своеобразными днями латышской культуры.
XX Праздник песни и танца (латыш. XX Vispārējie latviešu Dziesmu un X Deju svētki) состоялся летом 1990 года, вскоре после принятия Декларации о восстановлении независимости Латвии.

### XXI век
7 ноября 2003 года Прибалтийские праздники песни и танца были провозглашены частью устного и нематериального наследия Объединённых наций, а в 2008 году включены в список культурного наследия ЮНЕСКО.
В 2005 году Сейм Латвии принял закон «О празднике песни и танца», целью которого является передача традиций следующим поколениям. В рамках закона создан Совет праздников песни и танца, финансируемый Латвийским национальным центром культуры (ЛНЦК). Поскольку во время кризиса 2009 года дотации государства были приостановлены, ЛНЦК поручалось разработать ясный порядок предоставления дотаций коллективам, которые в период между вселатвийскими праздниками хотя бы раз в год участвовали в подготовительных мероприятиях.
В 2013 году прошёл XXV Праздник песни и танца, к которому готовилось беспрецедентное количество участников — около 40 тысяч человек из Латвии и из-за рубежа. Участников финала отбирают по конкурсу. Законодательством предусмотрено неснижаемые субсидии праздника, в частности оплата проезда, проживания, питания участников, также гонорары дирижёрам и руководителям мероприятия, авторские вознаграждения и другие.
XXVI праздник состоялся в год 100-летия Латвийской Республики — в 2018 году.